# ميك جاكسون (مخرج أفلام)
ميك جاكسون (بالإنجليزية: Mick Jackson)‏ (و. 1943  م) هو مخرج أفلام، ومنتج أفلام، ومخرج، ومخرج تلفزيوني بريطاني، ولد في غرايز.

## التعليم
تعلم في جامعة برستل
.

## جوائز
حصل على جوائز منها:
- جائزة الإيمي برايم تايم
- جوائز الأكاديمية البريطانية للتلفزيون [الإنجليزية]‏
- جائزة نقابة المخرجين الأمريكيين
- جائزة إيمي

## وصلات خارجية
- ميك جاكسون على موقع IMDb (الإنجليزية)
- ميك جاكسون على موقع ألو سيني (الفرنسية)
- ميك جاكسون على موقع ميوزك برينز (الإنجليزية)
- ميك جاكسون على موقع أول موفي (الإنجليزية)
- ميك جاكسون على موقع قاعدة بيانات الأفلام السويدية (السويدية)
- ميك جاكسون على موقع إن إن دي بي (الإنجليزية)
- ميك جاكسون على موقع قاعدة بيانات الفيلم (الإنجليزية)
- ميك جاكسون على موقع كينوبويسك (الروسية)